# Miss Internacional 1998

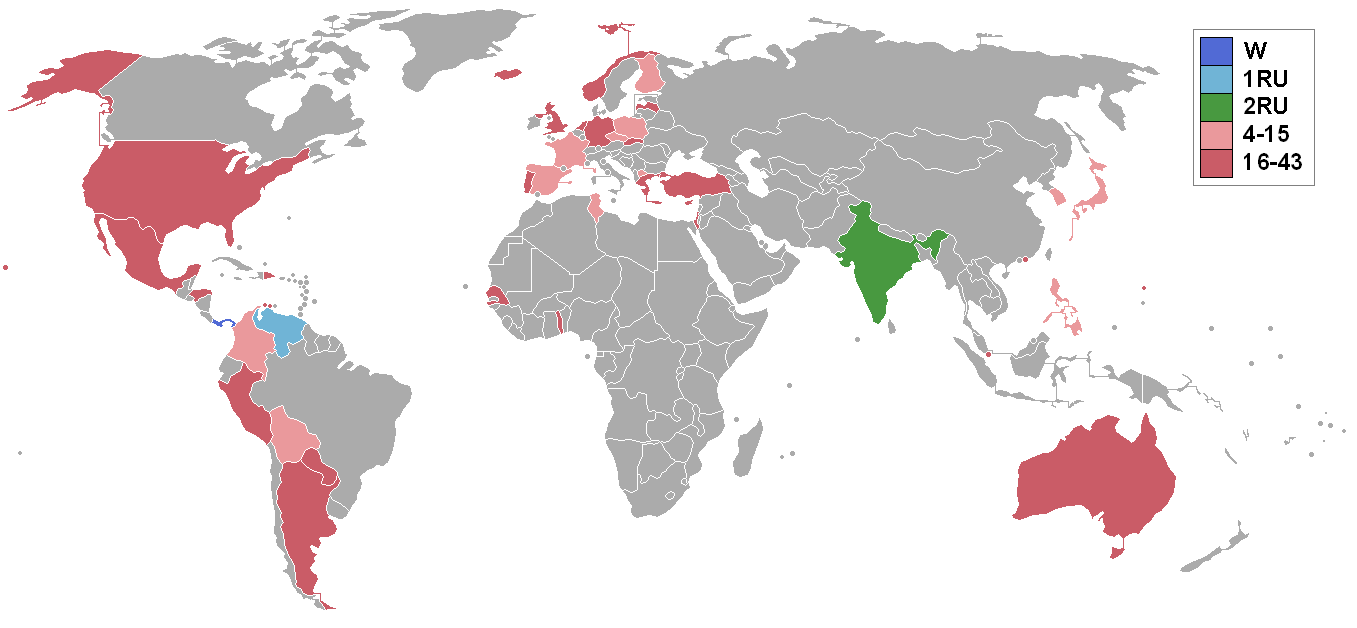
Países y territorios que mandaron delegadas y sus respectivos resultados.

Miss Internacional 1998 fue la 38.ª edición de Miss Internacional, cuya final se llevó a cabo en Koseinenkin Hall, Tokio, Japón el 26 de septiembre de 1998. Candidatas de 43 países y territorios compitieron por el título. Al final del evento Consuelo Adler, Miss Internacional 1997 de Venezuela coronó a Lía Borrero de Panamá como su sucesora.

## Resultados
| Resultados finales      | Concursante |
| ----------------------- | --- |
| Miss Internacional 1998 | - Panamá - Lía Borrero |
| 1.ª finalista           | - Venezuela - Daniela Kosán |
| 2.ª finalista           | - India - Shvetha Jaishankar |
| Semifinalistas (Top 15) | - Bolivia - Liliana Peña Guachalla - Corea - Cho Hye-young - Colombia - Adriana Hurtado Novella - España - Vanessa Romero - Filipinas - Colette Centeno Glazer - Finlandia - Piia Hartikainen - Francia - Patricia Spéhar - Japón - Megumi Taira - Macedonia del Norte - Ana Binovska - Polonia - Agnieszka Osinska - República Checa - Petra Faltynová - Túnez - Nejla Kouniali |

### Premios Especiales
- Miss Amistad:  Finlandia - Piia Hartikainen y  Togo - Manuella Nadou Lawson-Body
- Miss Fotogénica:  Venezuela - Daniela Kosán
- Traje Nacional:  Colombia - Adriana Hurtado

## Relevancia histórica del Miss Internacional 1998
- Panamá gana Miss Internacional por primera ocasión y se convierte en el tercer país centroamericano en obtener este título.
- Venezuela obtiene el puesto de Primera Finalista por tercera vez. La última vez fue en 1995.
- India obtiene el puesto de Segunda Finalista por tercera vez. La última ocasión fue en 1976.
- Colombia, Corea, España, Filipinas, Francia, India, Japón, Polonia, Túnez y Venezuela repiten clasificación a semifinales.
- Colombia y Corea clasifican por octavo año consecutivo.
- Venezuela clasifica por séptimo año consecutivo.
- Japón clasifica por sexto año consecutivo.
- España y Filipinas clasifican por quinto año consecutivo.
- Túnez clasifica por tercer año consecutivo.
- Francia, India y Polonia clasifican por segundo año consecutivo.
- Bolivia clasificó por última vez en 1996.
- República Checa clasificó por última vez en 1995.
- Finlandia clasificó por última vez en 1992.
- Panamá clasificó por última vez en 1984.
- Macedonia del Norte, clasifica por primera vez a semifinales en la historia de Miss Internacional.
- Turquía rompe una racha de clasificaciones que mantenía desde 1995.
- De Europa entraron seis representantes a la ronda de cuartos de final, transformándose este en el continente con más semifinalistas; no obstante, ninguna nación llegó a la final.
- Ninguna nación de Oceanía clasificó a la ronda de semifinales.

## Candidatas
43 candidatas de todo el mundo participaron en este certamen:
| - Alemania - Fiona Ammann - Argentina - María Fernanda Ortiz - Aruba - Anushka Sheritsa Lew Jen Tai - Australia - Katherine Louis O'Brien - Bolivia - Liliana Peña Guachalla - Chipre - Marianna Panayiotou - Colombia - Adriana Hurtado Novella - Corea - Cho Hye-young - Curazao - Santa Indris Tokaay - España - Vanessa Romero Torres - Estados Unidos - Susan Páez - Filipinas - Colette Centeno Glazer - Finlandia - Piia Hartikainen - Francia - Patricia Spéhar - Gran Bretaña - Melanie Devina Jones - Grecia - Eleni Pliatsika - Hawái - Lori-Ann Lee Medeiros - Holanda - Ilona Marilyn van Veldhuisen - Honduras - Wendy Suyapa Rodríguez - Hong Kong- Natalie Ng Man-Yan - India - Shvetha Jaishankar - Islandia - Gudbjörg Sigridur Hermannsdóttir | - Israel - Galia Abramov - Japón - Megumi Taira - Letonia - Liga Graudumniece - Macedonia del Norte - Ana Binovska - Marianas del Norte - Sonya Palacios Pangelinan - México - Karina Patricia Mora Novelo - Noruega - Bjorg Sofie Lovstad - Panamá - Lía Victoria Borrero González - Paraguay - María Fabiola Roig Escandriolo - Perú - Melissa Miranda Quiñones - Polonia - Agnieszka Osinska - Portugal - Icilia Silva Berenguel - República Checa - Petra Faltynova - República Dominicana - Sorangel Fersobe Matos - República Eslovaca - Martina Kalmanová - Senegal - Maimouna Diallo - Singapur - Sudha Menon - Togo - Manuella Nadou Lawson-Body - Túnez - Nejla Kouniali - Turquía - Senay Akay - Venezuela - Daniela Kosán Montcourt |

### No concretaron su participación
- Bonaire - Geraldine Juliet
- Brasil - Luizeani Altenhofen
- Malta - Roberta Nicholls
- Puerto Rico - Jacqueline Negron